# Themus tsushimensis
Themus tsushimensis is een keversoort uit de familie soldaatjes (Cantharidae). De wetenschappelijke naam van de soort werd in 1982 gepubliceerd door Sato & Ishida.